# Андреев, Павел Сергеевич (прокурор)
Павел Сергеевич Андреев (неизвестно) — советский прокурор.

## Биография
Даты рождения и смерти неизвестны. Член РКП(б). С 24 марта 1923 года по 17 мая 1926 года прокурор Курской губернии. С 31 августа 1928 года по 16 октября 1932 года прокурор Дальне-Восточного края. До 20 апреля 1934 года член Верховного Суда РСФСР. С апреля по июнь 1934 года прокурор Центрально-Чернозёмной области. С 1934 года прокурор Воронежской области. С 1937 года по 1938 год прокурор Ростовской области.